# Jean-Joseph Raepsaet
Pour les articles homonymes, voir Raepsaet.
Jean-Joseph Raepsaet (29 décembre 1750 - 15 février 1832), est un avocat, historien du droit et homme politique belge.

## Biographie
Il naquit à Audenarde en 1750 étant le fils d'un avocat au Conseil de Flandre et greffier de la châtellenie d'Audenaerde, conseiller de cette ville flamande, et de Dame Marie-Jeanne Vispoel.
Il a épousé à Audenarde, le 20 mai 1777, Maria-Olympia Bauwens, fille de Jean-Baptiste Bauwens, Conseiller du roi de France, receveur général de la châtellenie d'Audenaerde, redevenue française à cette époque, et de Lucie van der Kinderen. Maria Olympia Bauwens était une tante du célèbre industriel gantois Liévin Bauwens.
Sa sœur Marie Raepsaet avait épousé le savant historien Georges-Joseph Gérard
Raepsaet commença sa philosophie à l'ancienne université de Louvain, mais une hémoptysie le força de renoncer à ce cours; ensuite il se fit inscrire à la faculté de droit. et fut reçu avocat au conseil de Flandre.
Le 16 janvier 1773, il devient avocat au Conseil de Flandre et greffier de la châtellenie d'Audenarde.
Il combattit les réformes de l'empereur Joseph II et joua un rôle dans la révolution brabançonne et Flamande :
- D'une part, il avait reçu de l'avocat Pieter Emmanuel de Lausnay de Opwijk (nl), ami de Jean-François Vonck la demande de contacter le colonel Jean Vander Mersch pour mener la rébellion Brabançonne.

- D'autre part, il était avec Charles-Joseph de Grave (nl) l'auteur du "Manifeste de Flandre", déclaration d'indépendance du comté de Flandre, promulguée le 4 janvier 1790.

Il était membre du corps législatif à Paris, conseiller d'État, membre du Koninklijk Instituut van Wetenschappen, Letteren en Schoone Kunsten (précurseur de l'Académie royale des Pays-Bas) en 1809, et cosecrétaire chargé de la rédaction de la Constitution des Pays-Bas de 1815 (Loi fondamentale du royaume des Pays-Bas).
Il mourut dans sa ville natale le 15 février 1832 : bien qu'il eût passé la plus grande partie de sa carrière sous le régime autrichien, puis devint citoyen de la République et de l'Empire Français et citoyen du royaume uni des Pays-Bas, il mourut belge.

## Son œuvre
Ses recherches sur l'histoire du droit belge dans son Analyse historique et critique de l'origine et des progrès des droits civils, politiques et religieux des Belges et Gaulois (Gand, 1824-1826), le font considérer comme un des fondateurs de l'école historique belge d'histoire du droit. Parmi ses disciples figure le jurisconsulte et historien du droit bruxellois, Auguste van Dievoet.
Les œuvres complètes de Raepsaet furent publiées en six volumes à Gand de 1838 à 1841 : Œuvres complètes, revues, corrigées et considérablement augmentées par l'auteur, suivies de ses œuvres posthumes.